# Winson (Gloucestershire)
Pour les articles homonymes, voir Winson.
Winson est un village du Gloucestershire, en Angleterre.